# Danaus
Danaus é um género de borboletas (Lepidoptera: Nymphalidae) aposemáticas, da subfamília Danainae, tribo Danaini, com doze espécies reconhecidas, que habitam climas temperados, subtropicais e tropicais, possuindo representantes nas regiões Neártica, Neotropical, Paleártica, Afrotropical, Oriental, Australiana e Pacífica. Entre as espécies de borboletas do gênero Danaus se destaca a espécie popularmente conhecida como Borboleta-monarca (Danaus plexippus).

## Biologia e reprodução
Plantas, muitas vezes, apresentam defesas químicas como cardenolidas e alcaloides pirrolizidínicos para deter os herbívoros predadores. Entretanto, borboletas do gênero Danaus (Nymphalidae: Danainae: Danaini) se beneficiam destas defesas. As Danaus apresentam dois mecanismos de defesa química: um baseado em cardenolidas e o outro baseado em alcaloides pirrolizidínicos. As larvas de Danaus são aposemáticas e especialistas em sequestrar cardenolidas das folhas de suas plantas hospedeiras da família Apocynaceae. As cardenolidas consumidas são retidas após o processo de pupação e conferem defesa química, tanto às larvas como aos adultos, contra o ataque de predadores. Quando adultas, as borboletas sequestram alcaloides pirrolizidínicos do néctar e partes senescentes de folhas e ramos das famílias Asteraceae, Boraginaceae e Fabaceae. Desta forma, ambos compostos conferem às borboletas uma proteção química contra predadores.
Machos do gênero Danaus utilizam os alcaloides pirrolizidínicos sequestrados como precursores para a síntese de feromônios sexuais e para o desenvolvimento e funcionamento dos órgãos sexuais androconiais. O sucesso reprodutivo dos machos depende das androcônias, as quais expelem, ao longo do intrincado voo nupcial, feromônios sexuais, como o hidroxidanaidal, que estimulam a receptividade da fêmea para a reprodução. Entretanto D. plexippus não depende de alcaloides pirrolizidínicos para reprodução.

## Sistemática

### Taxonomia
| Espécie                            | Nota                                          | Distribuição | Borboleta |
| ---------------------------------- | --------------------------------------------- | --- | --------- |
| Danaus plexippus (Linnaeus, 1758)  | Borboleta-Monarca                             | Canadá, EUA, México, América Central, Caribe, América do Sul (Norte), Nordeste do Brasil, Peru, Colombia, Salomões, Nova Caledônia, Nova Zelandia, Papua Nova Guiné, Austrália, Açores, Ilhas Canárias, Gibraltar, Filipinas e Norte da África. |           |
| Danaus erippus (Cramer, 1775)      | Borboleta-Monarca-do-Sul                      | América do Sul (clima Tropical e Subtropica), Brasil, Uruguai, Paraguai, Argentina, Bolivia, Chile e Peru |           |
| Danaus genutia (Cramer, 1779)      | Tigre Comum                                   | Sri Lanka, Índia, Burma, Tailândia, China, Malasia, Borneo, Sumatra, Java, Austrália e Papua Nova Guiné |           |
| Danaus melanippus (Cramer, 1777)   | Tigre Branco                                  | Leste indiano ao Sul asiático, Indonésia, Filipinas e Malásia |           |
| Danaus affinis (Fabricius, 1775)   | Tigre Malaio                                  | Tailândia, Filipinas, Indonésia, Melanésia e Austrália e Papua Nova Guiné |           |
| Danaus ismare (Cramer, 1780)       |                                               | Ilhas Molucas, Malásia, Indonésia |           |
| Danaus eresimus (Cramer, 1777)     | Rainha Tropical ou Soldado Inclue D. Plexaure | EUA, México, Índias Ocidentais, América Central, América do Sul (clima Tropical e Subtropical) |           |
| Danaus gilippus (Cramer, 1775)     | Rainha                                        | EUA, Índias Ocidentais, América Central, América do Sul (clima Tropical e Subtropical) |           |
| Danaus petilia (Stoll, 1790)       |                                               | Indonésia e Austrálasia |           |
| Danaus dorippus (Klug, 1845)       | Incluída em D. chrysippus                     | Leste e Sul africano, basicamente Kenia, Uganda, Eritréia, Oman e Tanzania e, esporadicamente na Índia |           |
| Danaus chrysippus (Linnaeus, 1758) | Inclue D. dorippus                            | Mediterrâneo, África, Índia, Ásia e Austrálasia |           |
| Danaus cleophile (Godart, 1819)    | Monarca Jamaicana                             | Ilha de São Domingos e Jamaica |           |

### Filogenia
|  | \| \| Danaus plexippus \| \| \| \| \| \| Danaus erippus \| \| \| \| |
|  |                                                                     |
|  | Danaus cleophile                                                    |
|  |                                                                     |
|  | Danaus plexippus                                                    |
|  |                                                                     |
|  | Danaus erippus                                                      |
|  |                                                                     |

|  | Danaus plexippus |
|  |                  |
|  | Danaus erippus   |
|  |                  |

|  | Danaus genutia                                                       |
|  |                                                                      |
|  | \| \| Danaus melanippus \| \| \| \| \| \| Danaus affinis \| \| \| \| |
|  |                                                                      |
|  | Danaus melanippus                                                    |
|  |                                                                      |
|  | Danaus affinis                                                       |
|  |                                                                      |

|  | Danaus melanippus |
|  |                   |
|  | Danaus affinis    |
|  |                   |

|  | Danaus genutia                                                       |
|  |                                                                      |
|  | \| \| Danaus melanippus \| \| \| \| \| \| Danaus affinis \| \| \| \| |
|  |                                                                      |
|  | Danaus melanippus                                                    |
|  |                                                                      |
|  | Danaus affinis                                                       |
|  |                                                                      |

|  | Danaus melanippus |
|  |                   |
|  | Danaus affinis    |
|  |                   |

|  | Danaus eresimus |
|  |                 |
|  | Danaus plexaure |
|  |                 |

|  | Danaus gillipus                                                      |
|  |                                                                      |
|  | \| \| Danaus petilia \| \| \| \| \| \| Danaus chrysippus \| \| \| \| |
|  |                                                                      |
|  | Danaus petilia                                                       |
|  |                                                                      |
|  | Danaus chrysippus                                                    |
|  |                                                                      |

|  | Danaus petilia    |
|  |                   |
|  | Danaus chrysippus |
|  |                   |

|  | Danaus eresimus |
|  |                 |
|  | Danaus plexaure |
|  |                 |

|  | Danaus gillipus                                                      |
|  |                                                                      |
|  | \| \| Danaus petilia \| \| \| \| \| \| Danaus chrysippus \| \| \| \| |
|  |                                                                      |
|  | Danaus petilia                                                       |
|  |                                                                      |
|  | Danaus chrysippus                                                    |
|  |                                                                      |

|  | Danaus petilia    |
|  |                   |
|  | Danaus chrysippus |
|  |                   |

|  | \| \| Danaus plexippus \| \| \| \| \| \| Danaus erippus \| \| \| \| |
|  |                                                                     |
|  | Danaus cleophile                                                    |
|  |                                                                     |
|  | Danaus plexippus                                                    |
|  |                                                                     |
|  | Danaus erippus                                                      |
|  |                                                                     |

|  | Danaus plexippus |
|  |                  |
|  | Danaus erippus   |
|  |                  |

|  | Danaus genutia                                                       |
|  |                                                                      |
|  | \| \| Danaus melanippus \| \| \| \| \| \| Danaus affinis \| \| \| \| |
|  |                                                                      |
|  | Danaus melanippus                                                    |
|  |                                                                      |
|  | Danaus affinis                                                       |
|  |                                                                      |

|  | Danaus melanippus |
|  |                   |
|  | Danaus affinis    |
|  |                   |

|  | Danaus genutia                                                       |
|  |                                                                      |
|  | \| \| Danaus melanippus \| \| \| \| \| \| Danaus affinis \| \| \| \| |
|  |                                                                      |
|  | Danaus melanippus                                                    |
|  |                                                                      |
|  | Danaus affinis                                                       |
|  |                                                                      |

|  | Danaus melanippus |
|  |                   |
|  | Danaus affinis    |
|  |                   |

|  | Danaus eresimus |
|  |                 |
|  | Danaus plexaure |
|  |                 |

|  | Danaus gillipus                                                      |
|  |                                                                      |
|  | \| \| Danaus petilia \| \| \| \| \| \| Danaus chrysippus \| \| \| \| |
|  |                                                                      |
|  | Danaus petilia                                                       |
|  |                                                                      |
|  | Danaus chrysippus                                                    |
|  |                                                                      |

|  | Danaus petilia    |
|  |                   |
|  | Danaus chrysippus |
|  |                   |

|  | Danaus eresimus |
|  |                 |
|  | Danaus plexaure |
|  |                 |

|  | Danaus gillipus                                                      |
|  |                                                                      |
|  | \| \| Danaus petilia \| \| \| \| \| \| Danaus chrysippus \| \| \| \| |
|  |                                                                      |
|  | Danaus petilia                                                       |
|  |                                                                      |
|  | Danaus chrysippus                                                    |
|  |                                                                      |

|  | Danaus petilia    |
|  |                   |
|  | Danaus chrysippus |
|  |                   |

|  | \| \| Danaus plexippus \| \| \| \| \| \| Danaus erippus \| \| \| \| |
|  |                                                                     |
|  | Danaus cleophile                                                    |
|  |                                                                     |
|  | Danaus plexippus                                                    |
|  |                                                                     |
|  | Danaus erippus                                                      |
|  |                                                                     |

|  | Danaus plexippus |
|  |                  |
|  | Danaus erippus   |
|  |                  |

|  | Danaus genutia                                                       |
|  |                                                                      |
|  | \| \| Danaus melanippus \| \| \| \| \| \| Danaus affinis \| \| \| \| |
|  |                                                                      |
|  | Danaus melanippus                                                    |
|  |                                                                      |
|  | Danaus affinis                                                       |
|  |                                                                      |

|  | Danaus melanippus |
|  |                   |
|  | Danaus affinis    |
|  |                   |

|  | Danaus genutia                                                       |
|  |                                                                      |
|  | \| \| Danaus melanippus \| \| \| \| \| \| Danaus affinis \| \| \| \| |
|  |                                                                      |
|  | Danaus melanippus                                                    |
|  |                                                                      |
|  | Danaus affinis                                                       |
|  |                                                                      |

|  | Danaus melanippus |
|  |                   |
|  | Danaus affinis    |
|  |                   |

|  | Danaus eresimus |
|  |                 |
|  | Danaus plexaure |
|  |                 |

|  | Danaus gillipus                                                      |
|  |                                                                      |
|  | \| \| Danaus petilia \| \| \| \| \| \| Danaus chrysippus \| \| \| \| |
|  |                                                                      |
|  | Danaus petilia                                                       |
|  |                                                                      |
|  | Danaus chrysippus                                                    |
|  |                                                                      |

|  | Danaus petilia    |
|  |                   |
|  | Danaus chrysippus |
|  |                   |

|  | Danaus eresimus |
|  |                 |
|  | Danaus plexaure |
|  |                 |

|  | Danaus gillipus                                                      |
|  |                                                                      |
|  | \| \| Danaus petilia \| \| \| \| \| \| Danaus chrysippus \| \| \| \| |
|  |                                                                      |
|  | Danaus petilia                                                       |
|  |                                                                      |
|  | Danaus chrysippus                                                    |
|  |                                                                      |

|  | Danaus petilia    |
|  |                   |
|  | Danaus chrysippus |
|  |                   |

|  | \| \| Danaus plexippus \| \| \| \| \| \| Danaus erippus \| \| \| \| |
|  |                                                                     |
|  | Danaus cleophile                                                    |
|  |                                                                     |
|  | Danaus plexippus                                                    |
|  |                                                                     |
|  | Danaus erippus                                                      |
|  |                                                                     |

|  | Danaus plexippus |
|  |                  |
|  | Danaus erippus   |
|  |                  |

|  | Danaus genutia                                                       |
|  |                                                                      |
|  | \| \| Danaus melanippus \| \| \| \| \| \| Danaus affinis \| \| \| \| |
|  |                                                                      |
|  | Danaus melanippus                                                    |
|  |                                                                      |
|  | Danaus affinis                                                       |
|  |                                                                      |

|  | Danaus melanippus |
|  |                   |
|  | Danaus affinis    |
|  |                   |

|  | Danaus genutia                                                       |
|  |                                                                      |
|  | \| \| Danaus melanippus \| \| \| \| \| \| Danaus affinis \| \| \| \| |
|  |                                                                      |
|  | Danaus melanippus                                                    |
|  |                                                                      |
|  | Danaus affinis                                                       |
|  |                                                                      |

|  | Danaus melanippus |
|  |                   |
|  | Danaus affinis    |
|  |                   |

|  | Danaus eresimus |
|  |                 |
|  | Danaus plexaure |
|  |                 |

|  | Danaus gillipus                                                      |
|  |                                                                      |
|  | \| \| Danaus petilia \| \| \| \| \| \| Danaus chrysippus \| \| \| \| |
|  |                                                                      |
|  | Danaus petilia                                                       |
|  |                                                                      |
|  | Danaus chrysippus                                                    |
|  |                                                                      |

|  | Danaus petilia    |
|  |                   |
|  | Danaus chrysippus |
|  |                   |

|  | Danaus eresimus |
|  |                 |
|  | Danaus plexaure |
|  |                 |

|  | Danaus gillipus                                                      |
|  |                                                                      |
|  | \| \| Danaus petilia \| \| \| \| \| \| Danaus chrysippus \| \| \| \| |
|  |                                                                      |
|  | Danaus petilia                                                       |
|  |                                                                      |
|  | Danaus chrysippus                                                    |
|  |                                                                      |

|  | Danaus petilia    |
|  |                   |
|  | Danaus chrysippus |
|  |                   |

|  | Danaus plexippus |
|  |                  |
|  | Danaus erippus   |
|  |                  |

|  | Danaus genutia                                                       |
|  |                                                                      |
|  | \| \| Danaus melanippus \| \| \| \| \| \| Danaus affinis \| \| \| \| |
|  |                                                                      |
|  | Danaus melanippus                                                    |
|  |                                                                      |
|  | Danaus affinis                                                       |
|  |                                                                      |

|  | Danaus melanippus |
|  |                   |
|  | Danaus affinis    |
|  |                   |

|  | Danaus genutia                                                       |
|  |                                                                      |
|  | \| \| Danaus melanippus \| \| \| \| \| \| Danaus affinis \| \| \| \| |
|  |                                                                      |
|  | Danaus melanippus                                                    |
|  |                                                                      |
|  | Danaus affinis                                                       |
|  |                                                                      |

|  | Danaus melanippus |
|  |                   |
|  | Danaus affinis    |
|  |                   |

|  | Danaus eresimus |
|  |                 |
|  | Danaus gilippus |
|  |                 |

|  | Danaus dorippus dorippus-2 |
|  |                            |
|  | Danaus dorippus bataviana  |
|  |                            |

|  | Danaus chrysippus chrysippus |
|  |                              |
|  | Danaus chrysippus orientis   |
|  |                              |
|  | Danaus chrysippus alcippus   |
|  |                              |

|  | Danaus dorippus dorippus-2 |
|  |                            |
|  | Danaus dorippus bataviana  |
|  |                            |

|  | Danaus chrysippus chrysippus |
|  |                              |
|  | Danaus chrysippus orientis   |
|  |                              |
|  | Danaus chrysippus alcippus   |
|  |                              |

|  | Danaus dorippus dorippus-2 |
|  |                            |
|  | Danaus dorippus bataviana  |
|  |                            |

|  | Danaus chrysippus chrysippus |
|  |                              |
|  | Danaus chrysippus orientis   |
|  |                              |
|  | Danaus chrysippus alcippus   |
|  |                              |

|  | Danaus dorippus dorippus-2 |
|  |                            |
|  | Danaus dorippus bataviana  |
|  |                            |

|  | Danaus chrysippus chrysippus |
|  |                              |
|  | Danaus chrysippus orientis   |
|  |                              |
|  | Danaus chrysippus alcippus   |
|  |                              |

|  | Danaus plexippus |
|  |                  |
|  | Danaus erippus   |
|  |                  |

|  | Danaus genutia                                                       |
|  |                                                                      |
|  | \| \| Danaus melanippus \| \| \| \| \| \| Danaus affinis \| \| \| \| |
|  |                                                                      |
|  | Danaus melanippus                                                    |
|  |                                                                      |
|  | Danaus affinis                                                       |
|  |                                                                      |

|  | Danaus melanippus |
|  |                   |
|  | Danaus affinis    |
|  |                   |

|  | Danaus genutia                                                       |
|  |                                                                      |
|  | \| \| Danaus melanippus \| \| \| \| \| \| Danaus affinis \| \| \| \| |
|  |                                                                      |
|  | Danaus melanippus                                                    |
|  |                                                                      |
|  | Danaus affinis                                                       |
|  |                                                                      |

|  | Danaus melanippus |
|  |                   |
|  | Danaus affinis    |
|  |                   |

|  | Danaus eresimus |
|  |                 |
|  | Danaus gilippus |
|  |                 |

|  | Danaus dorippus dorippus-2 |
|  |                            |
|  | Danaus dorippus bataviana  |
|  |                            |

|  | Danaus chrysippus chrysippus |
|  |                              |
|  | Danaus chrysippus orientis   |
|  |                              |
|  | Danaus chrysippus alcippus   |
|  |                              |

|  | Danaus dorippus dorippus-2 |
|  |                            |
|  | Danaus dorippus bataviana  |
|  |                            |

|  | Danaus chrysippus chrysippus |
|  |                              |
|  | Danaus chrysippus orientis   |
|  |                              |
|  | Danaus chrysippus alcippus   |
|  |                              |

|  | Danaus dorippus dorippus-2 |
|  |                            |
|  | Danaus dorippus bataviana  |
|  |                            |

|  | Danaus chrysippus chrysippus |
|  |                              |
|  | Danaus chrysippus orientis   |
|  |                              |
|  | Danaus chrysippus alcippus   |
|  |                              |

|  | Danaus dorippus dorippus-2 |
|  |                            |
|  | Danaus dorippus bataviana  |
|  |                            |

|  | Danaus chrysippus chrysippus |
|  |                              |
|  | Danaus chrysippus orientis   |
|  |                              |
|  | Danaus chrysippus alcippus   |
|  |                              |

|  | Danaus plexippus |
|  |                  |
|  | Danaus erippus   |
|  |                  |

|  | Danaus genutia                                                       |
|  |                                                                      |
|  | \| \| Danaus melanippus \| \| \| \| \| \| Danaus affinis \| \| \| \| |
|  |                                                                      |
|  | Danaus melanippus                                                    |
|  |                                                                      |
|  | Danaus affinis                                                       |
|  |                                                                      |

|  | Danaus melanippus |
|  |                   |
|  | Danaus affinis    |
|  |                   |

|  | Danaus genutia                                                       |
|  |                                                                      |
|  | \| \| Danaus melanippus \| \| \| \| \| \| Danaus affinis \| \| \| \| |
|  |                                                                      |
|  | Danaus melanippus                                                    |
|  |                                                                      |
|  | Danaus affinis                                                       |
|  |                                                                      |

|  | Danaus melanippus |
|  |                   |
|  | Danaus affinis    |
|  |                   |

|  | Danaus eresimus |
|  |                 |
|  | Danaus gilippus |
|  |                 |

|  | Danaus dorippus dorippus-2 |
|  |                            |
|  | Danaus dorippus bataviana  |
|  |                            |

|  | Danaus chrysippus chrysippus |
|  |                              |
|  | Danaus chrysippus orientis   |
|  |                              |
|  | Danaus chrysippus alcippus   |
|  |                              |

|  | Danaus dorippus dorippus-2 |
|  |                            |
|  | Danaus dorippus bataviana  |
|  |                            |

|  | Danaus chrysippus chrysippus |
|  |                              |
|  | Danaus chrysippus orientis   |
|  |                              |
|  | Danaus chrysippus alcippus   |
|  |                              |

|  | Danaus dorippus dorippus-2 |
|  |                            |
|  | Danaus dorippus bataviana  |
|  |                            |

|  | Danaus chrysippus chrysippus |
|  |                              |
|  | Danaus chrysippus orientis   |
|  |                              |
|  | Danaus chrysippus alcippus   |
|  |                              |

|  | Danaus dorippus dorippus-2 |
|  |                            |
|  | Danaus dorippus bataviana  |
|  |                            |

|  | Danaus chrysippus chrysippus |
|  |                              |
|  | Danaus chrysippus orientis   |
|  |                              |
|  | Danaus chrysippus alcippus   |
|  |                              |

|  | Danaus plexippus |
|  |                  |
|  | Danaus erippus   |
|  |                  |

|  | Danaus genutia                                                       |
|  |                                                                      |
|  | \| \| Danaus melanippus \| \| \| \| \| \| Danaus affinis \| \| \| \| |
|  |                                                                      |
|  | Danaus melanippus                                                    |
|  |                                                                      |
|  | Danaus affinis                                                       |
|  |                                                                      |

|  | Danaus melanippus |
|  |                   |
|  | Danaus affinis    |
|  |                   |

|  | Danaus genutia                                                       |
|  |                                                                      |
|  | \| \| Danaus melanippus \| \| \| \| \| \| Danaus affinis \| \| \| \| |
|  |                                                                      |
|  | Danaus melanippus                                                    |
|  |                                                                      |
|  | Danaus affinis                                                       |
|  |                                                                      |

|  | Danaus melanippus |
|  |                   |
|  | Danaus affinis    |
|  |                   |

|  | Danaus eresimus |
|  |                 |
|  | Danaus gilippus |
|  |                 |

|  | Danaus dorippus dorippus-2 |
|  |                            |
|  | Danaus dorippus bataviana  |
|  |                            |

|  | Danaus chrysippus chrysippus |
|  |                              |
|  | Danaus chrysippus orientis   |
|  |                              |
|  | Danaus chrysippus alcippus   |
|  |                              |

|  | Danaus dorippus dorippus-2 |
|  |                            |
|  | Danaus dorippus bataviana  |
|  |                            |

|  | Danaus chrysippus chrysippus |
|  |                              |
|  | Danaus chrysippus orientis   |
|  |                              |
|  | Danaus chrysippus alcippus   |
|  |                              |

|  | Danaus dorippus dorippus-2 |
|  |                            |
|  | Danaus dorippus bataviana  |
|  |                            |

|  | Danaus chrysippus chrysippus |
|  |                              |
|  | Danaus chrysippus orientis   |
|  |                              |
|  | Danaus chrysippus alcippus   |
|  |                              |

|  | Danaus dorippus dorippus-2 |
|  |                            |
|  | Danaus dorippus bataviana  |
|  |                            |

|  | Danaus chrysippus chrysippus |
|  |                              |
|  | Danaus chrysippus orientis   |
|  |                              |
|  | Danaus chrysippus alcippus   |
|  |                              |